# Pokrajinski muzej Kočevje
Pokrajinski muzej Kočevje je bil ustanovljen leta 1952 na pobudo muzejskega društva Kočevje in od tedaj dalje prireja razstave. Leta 1963 je pridobil stalne prostore v stavbi Šeškovega doma, pred drugo svetovno vojno je bila ta stavba Sokolski dom. Ta stavba je pomemben spomenik slovenske državnosti, v njej se je od 1. do 3. Oktobra 1943. leta dogodil Zbor odposlancev slovenskega naroda, ki je bilo prvo neposredno izvoljeno predstavništvo okupiranega naroda v Evropi med drugo svetovno vojno. Udeležilo se ga je 572 neposredno in posredno izvoljenih ter delegiranih odposlancev, vseh udeležencev pa je bilo 650. Po zborovanju je bila zgradba poškodovana, po vojni pa obnovljena in poimenovana po narodnem heroju Jožetu Šešku. Kočevski zbor je likovno dokumentiral slikar in grafik Božidar Jakac (*1899 †1989), ki je bil tudi udeleženec tega zbora. Del njegove obsežne zbirke je od oktobra 1996 na ogled v muzeju. Največ je risb s svinčnikom in rdečo, rjavo ter črno kredo. V muzeju je tudi večkrat prenovljena razstava Kočevska: Izgubljena kulturna dediščina kočevskih Nemcev, ki prikazuje predvojne, medvojne in povojne dogodke, ki so pripeljali do preselitve, izselitve, po koncu vojne pa tudi do izgona Kočevarjev iz območja Slovenije. Velik del krivde za to nosi tudi lokalni fürer Wilhelm Lampeter.

## Nagrade in priznanja
- 2011: Valvasorjevo priznanje za razstavo Živeti z gozdom, Gozdnogospodarsko območje Kočevje[1]